# Бодзюцу
Бодзюцу (яп. 棒術 бо:дзюцу, «искусство шеста») — японское искусство ведения боя при помощи деревянной палки (яп. 棒 Бо — «палка», «посох»; яп. 術 дзюцу — «искусство», «техника»). Под палкой чаще всего подразумевается бо.
Исторически бодзюцу входило в Бугэй Дзюхаппан — набор боевых техник и искусств, используемых самураями Японии в эпоху Токугава. Сегодня бодзюцу обычно связывают с кобудо Окинавы или с японским корю будо, которое является одним из основных элементов классического военного обучения. В окинавском варианте оружие зачастую именуют «кон».